# Nenadycha
Nenadycha (ukr. Ненадиха) – wieś na Ukrainie, w obwodzie kijowskim, w rejonie białocerkiewskim, w hromadzie Tetyjów. W 2001 liczyła 779 mieszkańców, spośród których 755 wskazało jako ojczysty język ukraiński, 19 rosyjski, 3 mołdawski, a 2 białoruski.